# Гергенов, Юлиан Викторович
Юлиан Викторович Гергенов (род. 12 января 1993, Закулей, Иркутская область) — российский борец вольного стиля, бронзовый призёр чемпионата России 2019 года, победитель и призёр всероссийских и международных турниров. Воспитанник областной спортивной школы олимпийского резерва «Тамир» имени И. И. Тыхреновой. В 2020 году ему было присвоено звание мастер спорта России международного класса. Выступает в лёгкой весовой категории (до 65 кг). Тренируется под руководством Ф. Н. Махутова. На внутрироссийских соревнованиях представляет Бурятию.

## Спортивные результаты
- Кубок президента Бурятии 2016 года — ;
- Турнир Дмитрия Коркина 2017 года — ;
- Турнир «Аланы» 2018 года — ;
- Чемпионат России по вольной борьбе 2019 года — ;
- Турнир Владимира Семёнова 2019 года — ;